# Saint-Cast-le-Guildo
Saint-Cast-le-Guildo è un comune francese di 3 313 abitanti situato nel dipartimento delle Côtes-d'Armor nella regione della Bretagna.

## Geografia fisica

### Clima
La località, in virtù della sua posizione affacciata sul mare, gode di un clima oceanico particolarmente mite. In estate si raggiungono i 20-25 °C, mentre in inverno è raro vedere il termometro scendere sotto lo zero. La temperatura del mare è tra i 17 e i 20 °C in estate. Grazie alla mitezza del clima non è difficile trovare olivi, ortensie e palme che qui resistono perfettamente alla stagione invernale.

## Storia
La località è stata teatro, nel 1758, della battaglia di Saint-Cast, che vide opporsi francesi e inglesi nel quadro della guerra dei sette anni.

## Monumenti e luoghi d'interesse
- Chiesa di San Casto

## Società

### Evoluzione demografica
Abitanti censiti